# Batalhas do rio Isonzo
As Batalhas do Rio Isonzo (também conhecido como Frente do Isonzo pelos historiadores, ou "Soška fronta" pelos eslovenos) foi uma série de doze sangrentas batalhas travadas entre as forças do Império Austro-Húngaro (apoiados pelos alemães) e os exércitos do Reino da Itália durante a Primeira Guerra Mundial. A maioria das lutas aconteceu onde atualmente é a Eslovênia, com alguns confrontos acontecendo em solo italiano ao longo do rio Isonzo, no setor leste da frente italiana, entre junho de 1915 e novembro de 1917.
O objetivo geral era que cada um dos lados queria invadir o país do outro através do rio Isonzo. Os italianos, na maioria das vezes (mas não todas), tomaram boa parte da iniciativa. Luigi Cadorna, o comandante-em-chefe das forças italianas, acreditava no ataque frontal, superando o inimigo com ofensivas relâmpago.
Apesar de acontecerem pelo menos uma dúzia de grandes batalhas (além de dezenas de pequenas escaramuças) nos vales e nas margens ao longo do rio Isonzo, nenhum lado conseguia uma vitória significativa. Normalmente as milhares de baixas sofridas não justificavam os poucos sucessos conquistados.

## Número de batalhas
Como o combate na área era praticamente constante, o real número de batalhas travadas na campanha do Isonzo é debativel. Muitos historiadores afirmam que houve onze batalhas no Isonzo, mas muitos (particularmente italianos) dizem que a batalha de Caporetto pode ser considerada como a décima-segunda.
A campanha no Isonzo teve doze batalhas principais:
| Batalha                           | Data                                          | Baixas italianas | Baixas austro-húngaras | Resultados |
| --------------------------------- | --------------------------------------------- | ---------------- | ---------------------- | --- |
| Primeira Batalha do Isonzo        | 23 de junho – 7 de julho de 1915              | 15 000           | 10 000                 | Avanço italiano limitado |
| Segunda Batalha do Isonzo         | 18 de julho – 3 de agosto de 1915             | 41 800           | 46 600                 | Vitória italiana |
| Terceira Batalha do Isonzo        | 18 de outubro – 3 de novembro de 1915         | 66 998           | 41 847                 | Vitória austro-húngara |
| Quarta Batalha do Isonzo          | 10 de novembro – 2 de dezembro de 1915        | 49 500           | 32 100                 | Vitória Austro-húngara |
| Quinta Batalha do Isonzo          | 9–15 de março de 1916                         | 1 882            | 1 985                  | Inconclusiva |
| Sexta Batalha do Isonzo           | 6–17 de agosto de 1916                        | 51 000           | 42 000                 | Vitória italiana |
| Sétima Batalha do Isonzo          | 14–18 de setembro de 1916                     | 17 000           | 15 000                 | Vitória italiana |
| Oitava Batalha do Isonzo          | 10 de outubro de 1916 – 12 de outubro de 1916 | 55 000           | 38 000                 | Inconclusiva |
| Nona Batalha do Isonzo            | 31 de outubro – 4 de novembro de 1916         | 39 000           | 33 000                 | Vitória austro-húngara, avanço italiano contido                                                                             |
| Décima Batalha do Isonzo          | 10 de maio – 8 de junho de 1917               | 150 000          | 75 000                 | Avanço italiano limitado |
| Décima primeira Batalha do Isonzo | 18 de agosto – 12 de setembro de 1917         | 158 000          | 115 000                | Vitória italiana |
| Décima segunda Batalha do Isonzo  | 24 de outubro – 19 de novembro de 1917        | 305 000          | 70 000                 | Decisiva vitória austro-húngara e alemã; fim da campanha do Isonzo                                                          |
| Baixas totais                     | Junho de 1915 – Novembro de 1917              | 950 180          | 520 532                | Vitória das potências centrais, contraofensivas no rio Piave (Primeira batalha do Rio Piave e Segunda Batalha do Rio Piave) |